# Pua'a chou
El pua'a chou o pua'a choux es un plato tradicional de la Polinesia cuyos ingredientes principales son el lomo de cerdo (pua'a en tahitiano) y repollo (choux en tahitiano, por influencia del francés), además de zanahoria y nabo.
Primero se cocinan la carne de cerdo y luego se agregan las verduras y se deja hervir a fuego lento durante una hora. Este plato se puede poner en el horno para que se termine de cocinar o se puede colocar en un ahima'a, el horno de tierra tradicional de Tahití.